# Champier
Champier este o comună în departamentul Isère din sud-estul Franței. În 2009 avea o populație de 1.201 de locuitori.

## Evoluția populației
| An        | 1975 | 1982 | 1990 | 1999 | 2006  | 2009  |
| --------- | ---- | ---- | ---- | ---- | ----- | ----- |
| Populație | 757  | 832  | 873  | 967  | 1.100 | 1.201 |